# Carnevalesca (film 1935)
Carnevalesca (The Cookie Carnival) è un film del 1935 diretto da Ben Sharpsteen. È un cortometraggio d'animazione della serie Sinfonie allegre, distribuito negli Stati Uniti dalla United Artists il 25 maggio 1935. Partecipò in concorso alla 3ª Mostra internazionale d'arte cinematografica di Venezia. Dagli anni novanta viene distribuito col titolo Pasticciopoli.

## Trama
A Pasticciopoli (una città abitata solo da biscotti e altri dolci) si tiene la sfilata delle beltà, al termine della quale tre giudici scelgono la nuova regina della città. Su una ferrovia lontana dal percorso della parata, un omino di pan di zenzero vagabondo incontra una povera ragazza disperata per non poter partecipare alla sfilata, non avendo vestiti adatti da indossare. Il vagabondo si affretta allora a porre rimedio creando un vestito di glassa e caramelle colorate a forma di cuore, coprendole i capelli castani con boccoli dorati di taffy e aggiungendo un grande fiocco viola al suo vestito come tocco finale. Riesce poi a inserirla appena in tempo al termine della sfilata col nome di Miss Bonbon. I giudici, fino ad allora delusi dalle candidate, non appena vedono Miss Bonbon la dichiarano regina.
Il vagabondo viene praticamente calpestato dalla folla che porta la regina al suo trono, dove viene incoronata. Le viene poi presentata una grande torta a strati che si rivela essere un carosello di diversi atti di vaudeville in cui si esibiscono i pretendenti re. La regina però li rifiuta tutti, così i giudici si propongono a loro volta come re. In quel momento il vagabondo si insinua sulla pedana da sotto il tappeto rosso e viene avvicinato dalle guardie, che rompono il suo cappello di carta e strappano un pezzo del tappeto in modo che il vagabondo sembra indossare una corona e un mantello. La regina allora lo dichiara re, così il vagabondo può prendere posto accanto alla sua amata e baciarla.

## Produzione
La bozza per la storia del film iniziò a circolare nello studio il 20 luglio 1934. Il 30 novembre Bill Tytla e Grim Natwick, appena assunti allo studio, ricevettero il loro primo lavoro di animazione su Carnevalesca. Al progetto lavorarono una gran quantità di animatori, alcuni dei quali assegnati a un'unica scena. Il 5 febbraio 1935 la bozza finale fu approvata.

## Distribuzione

### Edizione italiana
Il film fu distribuito in Italia nel 1937 in lingua originale. Fu doppiato dalla Royfilm per la distribuzione in DVD nel 2004. Non essendo stata registrata una colonna internazionale, la musica presente mentre i personaggi parlano e cantano fu sostituita da una versione sintetizzata.

### Edizioni home video

#### VHS
America del Nord
- Silly Symphonies (1984)

Italia
- Silly Symphonies (novembre 1985)[4]

#### DVD
Il cortometraggio fu distribuito in DVD-Video nel secondo disco della raccolta Silly Symphonies, facente parte della collana Walt Disney Treasures e uscita in America del Nord il 4 dicembre 2001 e in Italia il 22 aprile 2004. In Italia fu incluso anche nel DVD Favoloso Natale con gli amici Disney!, uscito il 1º dicembre 2006.

## Altri media
L'uscita del film fu pubblicizzata anche tramite una storia a fumetti scritta da Ted Osborne e disegnata da Al Taliaferro e pubblicata in 13 tavole domenicali dal 28 aprile al 31 luglio 1935. Il 31 ottobre 1950 fu pubblicato nel primo numero della testata Walt Disney's Christmas Parade un altro adattamento disegnato da Roger Armstrong.